# واریته شیمورا
در نظریه اعداد، واریته شیمورا، نسخه ابعاد بالاتر خم های مدولار (پیمانه ای) است که به صورت واریته خارج قسمتی از یک فضای متقارن هرمیتی بر روی یک زیرگروه همنهشتی از یک گروه جبری کاهشی تعریف شده بر روی {\displaystyle \mathbb {Q} } ظهور پیدا می کند. واریته های شیمورا، واریته های جبری نیستند، بلکه خانواده هایی از واریته های جبری اند. به واریته های شیمورای یک بعدی، خم های شیمورا گویند. رویه های مدولار هیلبرت و واریته های مدولار شیگل از شناخته شده ترین دسته از واریته های شیمورا می باشند.
گورو شیمورا در ابتدا مثال های خاصی از واریته های شیمورا را در خلال فرایند تعمیم نظریه ضرب مختلط خود معرفی نمود. شیمورا نشان داد که این واریته ها در حالی که به صورت تحلیلی تعریف شده اند اما در حقیقت اشیائی حسابی اند، به گونه ای که می توان مدل هایی از یک میدان عددی یا میدان انعکاسی را بر رویشان تعریف نمود. در دهه ۱۹۷۰ میلادی، پیر دلیگن چارچوبی اصول موضوعه ای برای کار شیمورا فراهم نمود. در ۱۹۷۹ رابرت لنگلندز بیان نمود که واریته های شیمورا قلمرویی طبیعی از مثال ها را تولید می کنند که در آن ها هم ارزی بین {\displaystyle L}-توابع اتومورف و موتیویک که در برنامه لنگلندز پیش بینی شده اند را می توان به محک آزمون گذاشت. فرمهای اتومورفیکی که در کوهمولوژی یک واریته شیمورا پیاده سازی شده اند، قابلیت مطالعه بیشتری نسب به فرم های اتومورفیک عمومی تر دارند؛ به‌خصوص که برایشان ساختار نمایش های گالوای متناظری نیز وجود دارد.